# Claud Hamilton (2e baron Hamilton de Strabane)
Claud Hamilton, 2e baron Hamilton de Strabane (c. 1605 - 1638) est le fondateur de la branche Strabane des Hamilton. Il meurt relativement jeune à environ 32 ans et sa femme, Jean Gordon, épouse Phelim O'Neill, l'un des chefs de la rébellion de 1641, après sa mort.

## Naissance et origines
Claud Hamilton est né vers le début du XVIIe siècle, probablement à Paisley, en Écosse. Il est le deuxième fils de James Hamilton et de sa femme Marion Boyd. Son père est créé Lord Abercorn par James VI en 1603  et est ensuite élévé au rang de comte d'Abercorn en 1606.  Son grand-père paternel est Claud Hamilton, 1er seigneur de Paisley. La mère de Claud est une fille de Thomas Boyd, 6e Lord Boyd de Kilmarnock.   Les deux côtés de sa famille sont de l'ancienne noblesse écossaise.
Son père est protestant, mais sa mère, Marion Boyd, est catholique, ce qui l'a élevé, comme tous ses frères et sœurs, dans cette religion. Son oncle George de Greenlaw va dans la même direction. 
Claud a huit  ou neuf  frères et sœurs :

## Vie adulte

### Première vie et succession du père
M. Hamilton s'inscrit à l'Université de Glasgow en 1621 mais semble avoir quitté l'université sans avoir obtenu de diplôme.
Son père meurt en 1618.  Son frère aîné succède comme 2e comte d'Abercorn et hérite des domaines écossais de son père, mais les domaines irlandais sont dévolus à lui et ses jeunes frères dans le testament de son père.  Il se taille la part du lion dans ces propriétés : le domaine de Strabane et le château que son père y fait construire.
Son père a également voulu qu'il hérite du titre irlandais de baron Hamilton de Strabane pour accompagner le domaine de Strabane. Cependant, cela s'est avéré difficile en raison de la succession de primogéniture ordinaire du titre. Le frère aîné succède donc obligatoirement au titre en 1618 puis l'abandonne, afin que le titre puisse être réattribué à son frère cadet par la couronne. Cela prend du temps et ne doit arriver qu'en 1633.
Son père décède avant son grand-père, qui est toujours seigneur de Paisley et détient les terres de l'ancienne abbaye écossaise, dont le frère aîné de Claud hérite finalement en 1621.

### Le crime d'Algeo
En mai 1628, le serviteur de Hamilton, Claud Algeo, est soupçonné d'être catholique et reçoit une convocation pour comparaître au presbytère de Paisley par Ramsay, un officier de l'Église d'Écosse.  Cependant, Algeo a agressé Ramsay  et Claud Hamilton le soutient. Claud est brièvement emprisonné en juin 1628 au château d'Édimbourg pour avoir encouragé son serviteur dans une agression et condamné à payer 40 £ à Ramsay.   Claud Algeo s'enfuit dans les domaines irlandais de son maître.

### Lord Strabane par regrégation
En 1633, son frère aîné, James, le 2e comte d'Abercorn en Écosse et le 1er baron Hamilton de Strabane en Irlande, abandonne son titre irlandais à la couronne, qui le réattribue à Claud le 14 août 1634, avec la préséance d'origine. Il devient ainsi le 2e baron Hamilton de Strabane.

## Mariage et enfants
Le 28 novembre 1632, Lord Strabane, épouse Jean Gordon, quatrième fille de George Gordon, 1er marquis de Huntly .  Les Huntly sont une famille catholique de l'Aberdeenshire en Écosse. 
Claude et Jean ont quatre enfants, deux fils :
1. James (1633 - 1655), devient le 3e baron Hamilton de Strabane [18]
2. George (1636/7 - 1668), devient le 4e baron Hamilton de Strabane [19]

— et deux filles :
1. Catherine (décédée en 1670/1), épouse James Hamilton de Manorhamilton, le frère aîné de Gustavus Hamilton, 1er vicomte Boyne et de deux autres maris par la suite [20] [21]
2. Cecilia, également appelée Mariana, épouse Richard Perkins de Lifford [22] [23]

## Mort et succession
Lord Strabane meurt le 14 juin 1638, probablement au château de Strabane, et est enterré à Leckpatrick, Strabane, comté de Tyrone. Il n'a que la trentaine. Son fils aîné, James, lui succède à l'âge de cinq ans en tant que 3e baron Hamilton de Strabane. Sa veuve épousa Phelim O'Neill en novembre 1649. 